# Tunnel Këtschleedschesbierg (Esch/Sauer)
Der Tunnel Këtschleedschesbierg ist ein 55 m langer, im Jahre 1850 fertiggestellter Straßentunnel in Esch/Sauer, durch den die N  / CR 316 verlaufen, die von der N  kommend die Hauptzufahrt in den Ort darstellt.
Die Straße, die durch den Tunnel verläuft, liegt auf einer Höhe von 277 Meter, und ist damit auf dem tiefsten Punkt (rund 43 Meter unter der Oberfläche). 
Der Tunnel ist mit Schieferplatten ausgekleidet, die vertikal zum Gewölbe abgebaut wurden. 
Er erspart einen rund 750 Meter langen Umweg entlang der Sauer und über die schmale Ortsdurchfahrtsstraße.
Im Ort existiert noch ein weiterer Tunnel: der Tunnel Esch/Sauer unter der Burg Esch, der die Zufahrt zum Staudamm des Obersauer-Stausees abkürzt bzw. für schwere LKW überhaupt möglich macht.